# Bruno Götze
Pour les articles homonymes, voir Götze.
Bruno Götze, né le 21 juin 1882 à Breslau (Empire allemand) et mort le 28 mai 1913, est un coureur cycliste sur piste allemand des années 1900. Il est le frère de Max Götze.

## Palmarès
- 1906
  -  Médaillé d'argent en Tandem aux Jeux intercalaires d'Athènes (avec Max Götze)